# Мини-Сиам

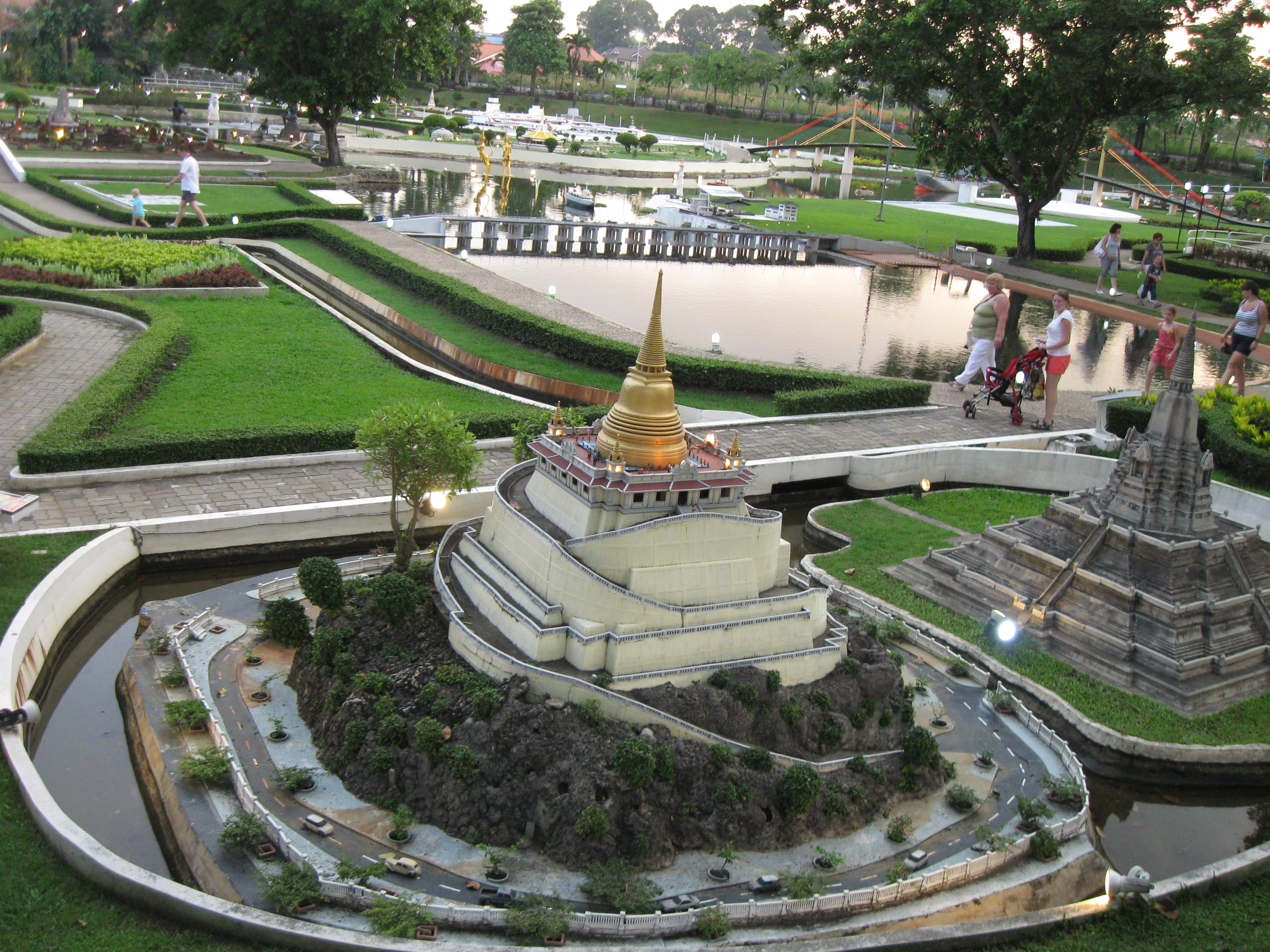
Мини-Сиам

Мини-Сиам (тайск. เมืองจำลองพัทยา) — парк миниатюр с копиями достопримечательностей Таиланда и мира, построенный в Паттайе в 1986 году. Состоит из моделей масштабом 1:25 и разделен на две зоны: Мини-Сиам и Мини-Европа. Одной из причин, побудивших тайские власти построить этот парк, является большой разброс в расположении местных достопримечательностей. Парк открыт ежедневно с 9 утра до 7 вечера

## Мини-Сиам
В зоне «Мини-Сиам» расположены следующие тайские достопримечательности:
- Монумент Победы в Бангкоке;
- пагода Ват Пхра Кео в Бангкоке;
- Мост короля Рамы IX в Бангкоке;
- пагода Ват Арун или Храм Рассвета в Бангкоке;
- пагода Ват Махатхат (Wat Mahathat) в историческом городе Сукотаи;
- исторический парк Пханом Рунг в Бурираме;
- мраморный тронный зал Ананда Самакхом;
- пагода Ват Пхра Сисанпхет;
- исторический парк Аютайя;
- другие памятники.

## Мини-Европа
В этой зоне «Мини-Европа» представлены всемирно известные достопримечательности европейских стран:
- Тауэрский мост в Лондоне (Великобритания);
- Эйфелева башня в Париже (Франция);
- Триумфальная арка в Париже (Франция);
- Колизей в Риме (Италия);
- Пизанская башня в Пизе (Италия);
- Храм Василия Блаженного на Красной площади в Москве;
- Скульптура «Стоять насмерть» на Мамаевом кургане в Волгограде.

Кроме этого, в этой части парка можно найти и неевропейские памятники:
- Статуя Свободы в Нью-Йорке (США);
- Оперный театр в Сиднее (Австралия);
- Храмы Ангкор-Ват и Байон (Камбоджа);
- Храмы в Абу-Симбел (Египет).
- алтарь Неба Тьен Тан в Пекине (Китай);
- другие достопримечательности.